# Pentaria mongolica
Pentaria mongolica es una especie de coleóptero de la familia Scraptiidae.

## Distribución geográfica
Habita en Mongolia.